# Патријарх антиохијски Силвестер
Силвестер је био грчки православни патријарх Антиохије. (1724–1766).